# Natasja Saad
Natasja Saad (Copenhague, Dinamarca; 31 de octubre de 1974 - Kingston, Jamaica; 24 de junio de 2007), conocida como Little T o Natasja, fue una cantante y DJ danesa; Si bien ya tenía un éxito relativo en su natal Dinamarca, su voz en un popular remix de reggae fusión de "Calabria" le valió fama mundial y un puesto número uno en la lista Hot Dance Airplay de Billboard seis meses después de su muerte en un accidente automovilístico en Jamaica. 

## Biografía
Natasja Saad nació el 31 de octubre de 1974 en Copenhague, hija de una madre danesa, Kirstine Saad, fotógrafa, y un padre sudanés, Ahmed Saad, se trasladó a Dinamarca para estudiar, aprendió danés rápidamente y se nacionalizó danés. Su padre era rapero y cantante de reggae y fue un gran apoyo para su carrera. Los padres de Saad se divorciaron pronto y su padre regresó a Sudán. También tenía tres medios hermanos: Sarah, Nadir y Saad. No se sabe con certeza quién de su familia sigue vivo.
Ella y sus hermanos crecieron en Islands Brygge, un distrito de Copenhague. De niña, sentía un gran amor por la naturaleza y los caballos, lo que la llevó a convertirse en jockey profesional cuando era una joven adulta. A los siete años, se fue a Sudán con su padre para ponerse en contacto con su familia por parte paterna. A los 13 años, Saad comenzó su carrera musical en Copenhague, donde actuó en vivo con su amiga de toda la vida, la cantante danesa Karen Mukupa y McEmzee bajo el nombre de No Name Requested. La banda se separó en 1996.
Saad también se inspiró en la cultura y la música jamaicanas. Durante ese período, actuó junto a Queen Latifah y ganó popularidad en Jamaica. En 1998, a los 24 años, mientras se entrenaba para convertirse en jockey profesional, se cayó de su caballo, lo que frenó su carrera.
Más tarde, Saad se convirtió en la primera jockey femenina en ganar una carrera de caballos en Sudán. En el verano de 2004, se publicó el 12 "- Cover Me y más tarde el 7" Summercute y en el año 2005, un CD de lanzamiento . En el mismo año, se presentó en Bikstok Røgsystems.En 2006, ganó el concurso Big Break de reggae/Irie FM en Jamaica, lo que le dio un nuevo comienzo y un gran impulso a su carrera musical.
En la primavera de 2007, ella apareció en "Betty Nansen Teatret" (en una interpretación contemporánea de El Mercader de Venecia de William Shakespeare), con actores daneses como Jonatan Spang, Nicolas Bro, Laura Bro, Omar Marzouk y Blæs Bocci. Por último, también produjo la banda sonora de la comedia danesa Fidibus. Natasja se hizo muy popular en el 2007 en los Estados Unidos y América Latina, con la canción Calabria, la cual se puede escuchar en el disco titulado Ultra Dance 09, Bajo el nombre Calabria Enur. Feat, Natasja.
El set de cuatro LP Legacy (1974–2007) fue lanzado póstumamente el 29 de junio de 2018 en Playground Music para conmemorar el décimo aniversario de la muerte de Saad.  Además de sus álbumes lanzados anteriormente Release, I Danmark Er Jeg Født y Shooting Star , Legacy (1974–2007) incluye un nuevo álbum recopilatorio con canciones de toda la carrera de Saad.

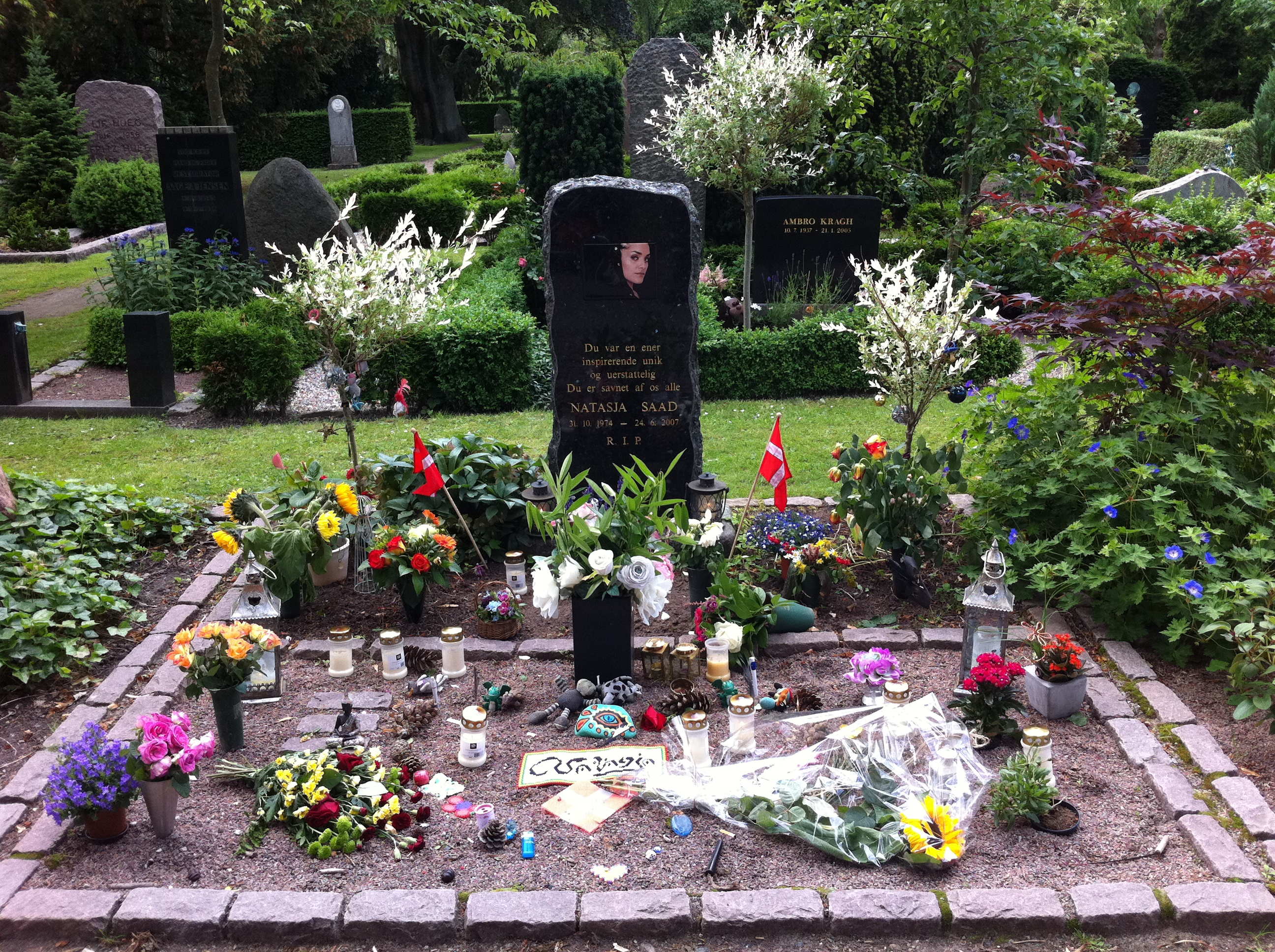
Lápida de Natasja Saad en Copenhague, Dinamarca.

## Muerte
Saad murió el 24 de junio de 2007 en un accidente de coche en las afueras de Kingston, Jamaica. Otros dos pasajeros resultaron gravemente heridos, pero el amigo de Saad, la cantante Karen Mukupa, sólo sufrió heridas leves durante el accidente. El accidente se debió probablemente a que el conductor estaba ebrio y bajo los efectos de la marihuana. Sin embargo, nunca se le hicieron pruebas de alcoholemia ni de drogas, ya que la ley jamaicana prohíbe hacer pruebas a las personas más de dos horas después de un accidente.
Ella y el resto de heridos fueron trasladados de urgencia al Spanish Town Hospital, donde la cantante fue declarada muerta.
El accidente se percibió como una pérdida especialmente grande para la música de Dinamarca y el mundo del espectáculo, por cómo se estaba desarrollando y reconociendo la carrera de Saad en el momento de su muerte.
Saad está enterrado en el Cementerio Assistens, en Nørrebro, Copenhague. Otras tumbas de personajes de relevancia cultural son las de Hans Christian Andersen, Søren Kierkegaard y Niels Bohr.

## Discografía

### Álbumes
- 2005: Release Album (Playground Music)
- 2007: I Danmark er jeg Født (Playground Music)
- 2008: Shooting Star (Playground Music) (released posthumously)
- 2013: Gi os Christiania tilbage (released posthumously)
- 2018: Legacy (1974–2007) (Playground Music) (released posthumously)

### Singles
- 2003: "Colors of My Mind" 12" (Mega Records)
- 2003: "Real Sponsor" 12" (Food Palace Music)
- 2004: "Summer Cute" 7" (Food Palace Music)
- 2004: "My Dogg /45 Questions" (Tuff Gong Distr.)
- 2005: "Op med Hovedet" ("Keep Your head up") CD single (Copenhagen Records)
- 2005: "Købmanden" ("The Grocer") (BMG)
- 2006: "Mon De Reggae"
- 2007: "Calabria 2007" (with Enur)
- 2007: "Long Time" 7" (Sly & Robbie)
- 2007: "Gi' Mig Danmark Tilbage" ("Give Me Denmark Back")
- 2008: "I Danmark er jeg født" ("In Denmark I Was Born")
- 2008: "Better Than Dem" (featuring Beenie Man)
- 2008: "Fi Er Min" ("Pu Is Mine")
- 2008: "Ildebrand I Byen" ("Fire in the City")
- 2008: "Dig og Mig" ("You and Me")
- 2021: "Selvtillid" ("Self-confidence")